# Hitoshi Ono
Pour les articles homonymes, voir Ono.

a Compétitions nationales et continentales officielles uniquement.

b Matchs officiels uniquement.
Dernière mise à jour le 1 septembre 2022.
Hitoshi Ōno (大野均, Ōno Hitoshi), né le 6 mai 1978 à Kōriyama (Japon), est un joueur de rugby à XV international japonais évoluant au poste de deuxième ligne. Il évolue avec les Toshiba Brave Lupus en Top League entre 2001 et 2020, et avec la franchise des Sunwolves en Super Rugby entre 2016 et 2017. Il mesure 1,92 m pour 106 kg. Il est le joueur le plus capé du rugby japonais avec 98 sélections, obtenues entre 2004 et 2016.

## Biographie
Hitoshi Ono a commencé par jouer au baseball, avant découvrir le rugby tardivement lors de son entrée à l'Université Nihon en 1997.

## Carrière

### En club
Hitoshi Ono a commencé par évoluer en championnat japonais universitaire avec son club de Nihon University entre 1997 et 2001.
Il a ensuite fait ses débuts professionnels  en 2001 avec le club de Toshiba Brave Lupus situé à Fuchū et qui évolue en Top League. Avec ce club, il remporte la Top League cinq fois (2005, 2006, 2007, 2009 et 2010) et le All Japan Championship trois fois (2004, 2006 et 2007).
Il rejoint en 2016 la nouvelle franchise japonaise de Super Rugby : les Sunwolves. Il joue deux saisons avec cette équipe, disputant quinze rencontres.
Il met un terme à sa carrière de joueur en mai 2020, à l'âge de 42 ans, après dix-neuf saisons avec les Brave Lupus,.

### En équipe nationale
Hitoshi Ono obtient sa première cape internationale avec l'équipe du Japon le 16 mai 2004 à l'occasion d'un match contre l'équipe de Corée du Sud à Tokyo,.
Il devient le joueur japonais le plus capé le 30 mai 2014 lors du match contre l'équipe des Samoa, en obtenant sa 82e sélection, dépassant ainsi le record de l'ailier Hirotoki Onozawa (81).
Il est sélectionné par John Kirwan pour participer à la Coupe du monde 2007 en France. Il dispute trois matchs contre les Fidji, le pays de Galles et le Canada.
En 2011, il participe à sa deuxième Coupe du monde lors de l'édition 2011 en Nouvelle-Zélande. Il dispute trois matchs contre la Nouvelle-Zélande, les Tonga et le Canada.
Il fait partie du groupe japonais choisi par Eddie Jones pour participer à la Coupe du monde 2015 en Angleterre. Il dispute deux matchs contre l'Afrique du Sud, et les Samoa. Il participe ainsi à la victoire historique de son équipe face aux sud-africains à Brighton.

## Palmarès

### En club
- Vainqueur du All Japan Championship en 2004, 2006 et 2007.
- Vainqueur de la Top League en 2005, 2006, 2007, 2009 et 2010.

### En équipe nationale
- Vainqueur du Championnat d'Asie en 2004, 2006, 2008, 2009, 2010, 2011, 2012, 2013 et 2014.
- Vainqueur de la Coupe des nations du Pacifique en 2011 et 2014.

## Statistiques internationales
- 98 sélections avec le Japon entre 2004 et 2016
- 65 points (13 essais).
- Participations aux Coupes du monde : 2007 (3 matchs), 2011 (3 matchs) et 2015 (2 matchs).